# Бережок (Бабушкинский район)
Бережок — упразднённая деревня в Бабушкинском районе Вологодской области.
Входила в состав Миньковского сельского поселения, с точки зрения административно-территориального деления — в Кулибаровский сельсовет.
Расстояние до районного центра села имени Бабушкина по автодороге — 36 км, до центра муниципального образования Миньково по прямой — 10 км. Ближайшие населённые пункты — Горка, Глебково, Кулибарово.
По данным переписи в 2002 году постоянного населения не было.
Упразднена 27.11.2020.